# Ehrenfeld (Kolonia)
Ehrenfeld, Köln-Ehrenfeld — dzielnica miasta Kolonia w Niemczech, w okręgu administracyjnym Ehrenfeld, w kraju związkowym Nadrenia Północna-Westfalia, na lewym brzegu Renu. 